# Bubo africanus
Bubo africanus là một loài chim trong họ Strigidae.

## Hình ảnh

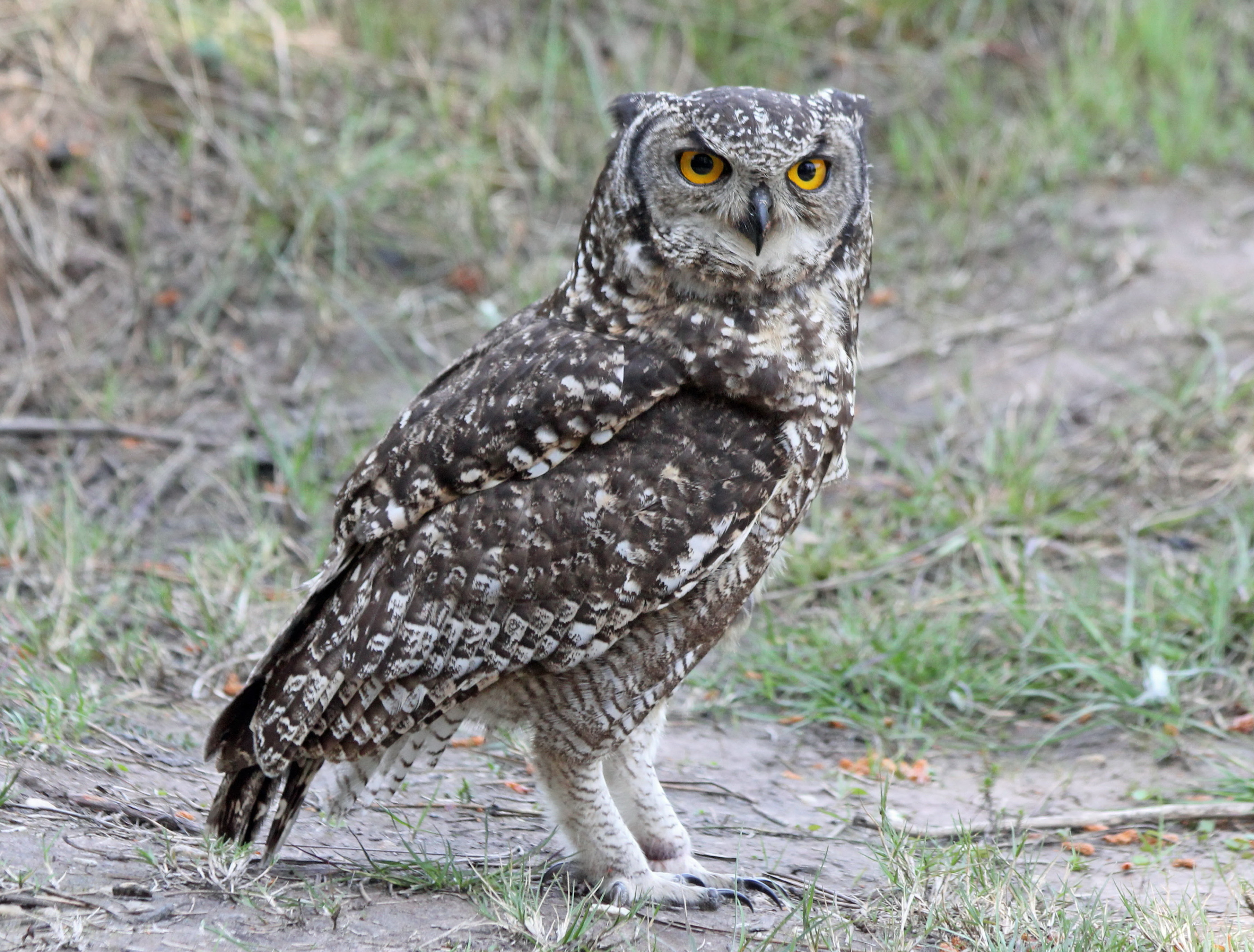
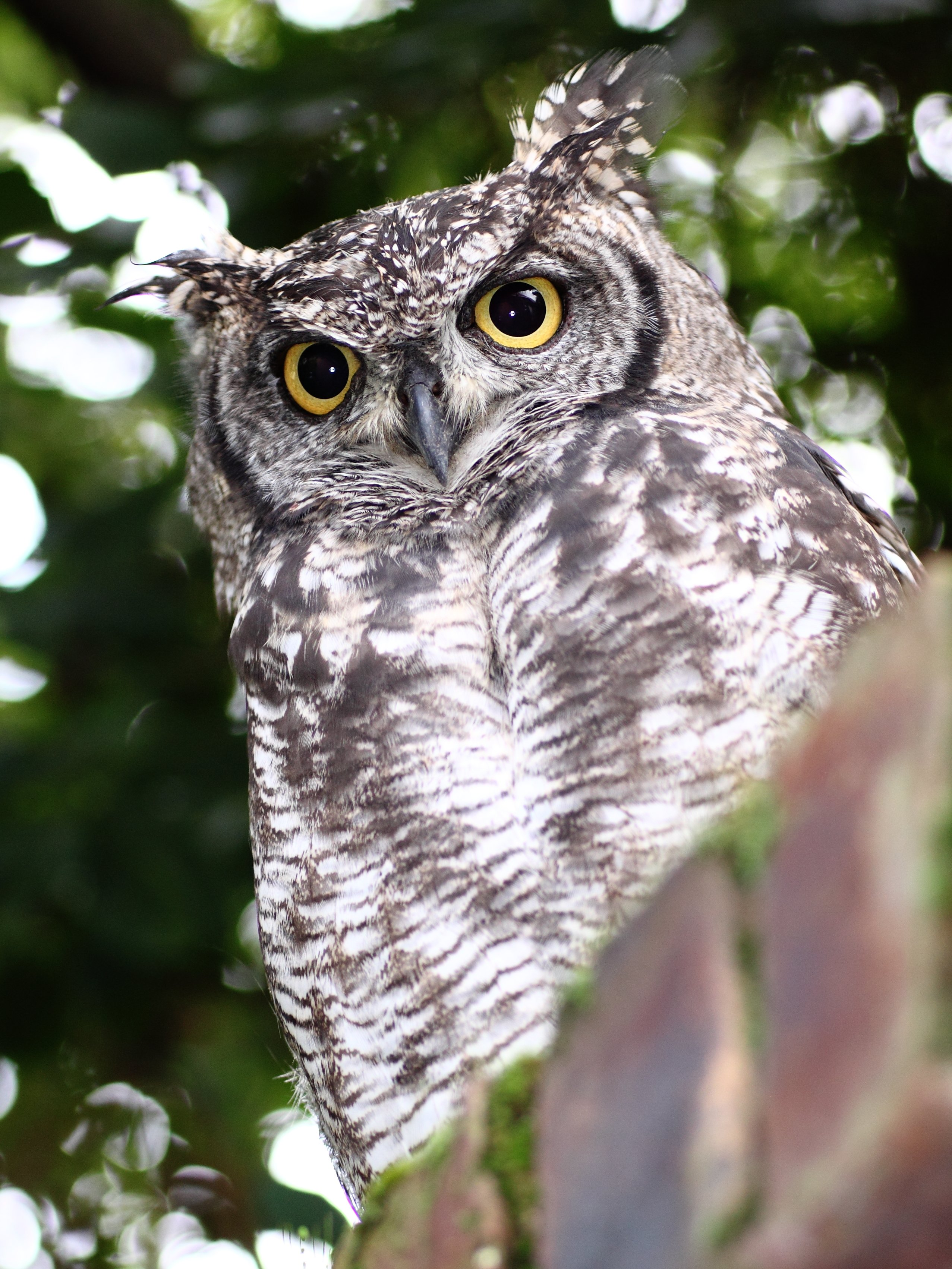
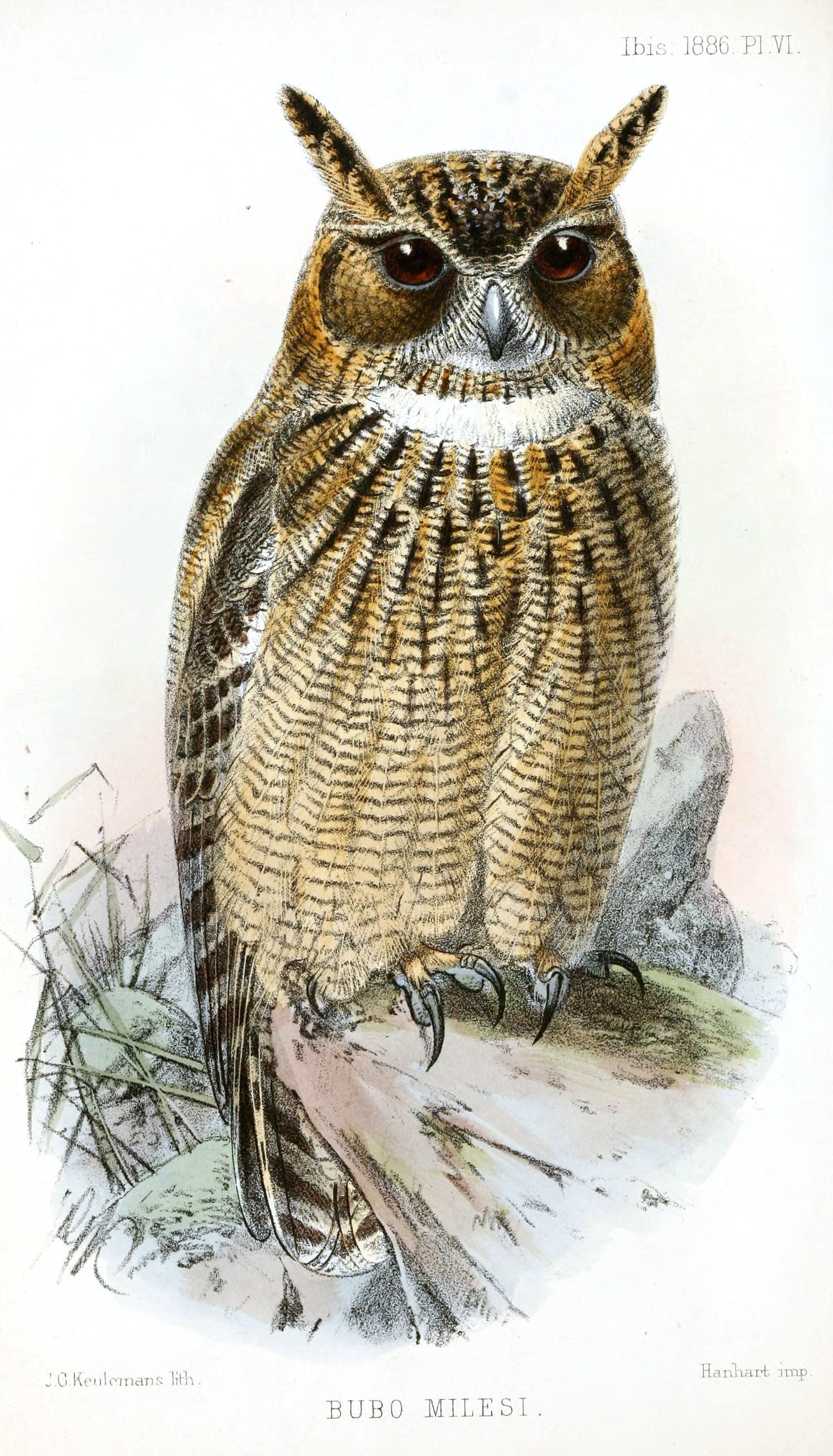
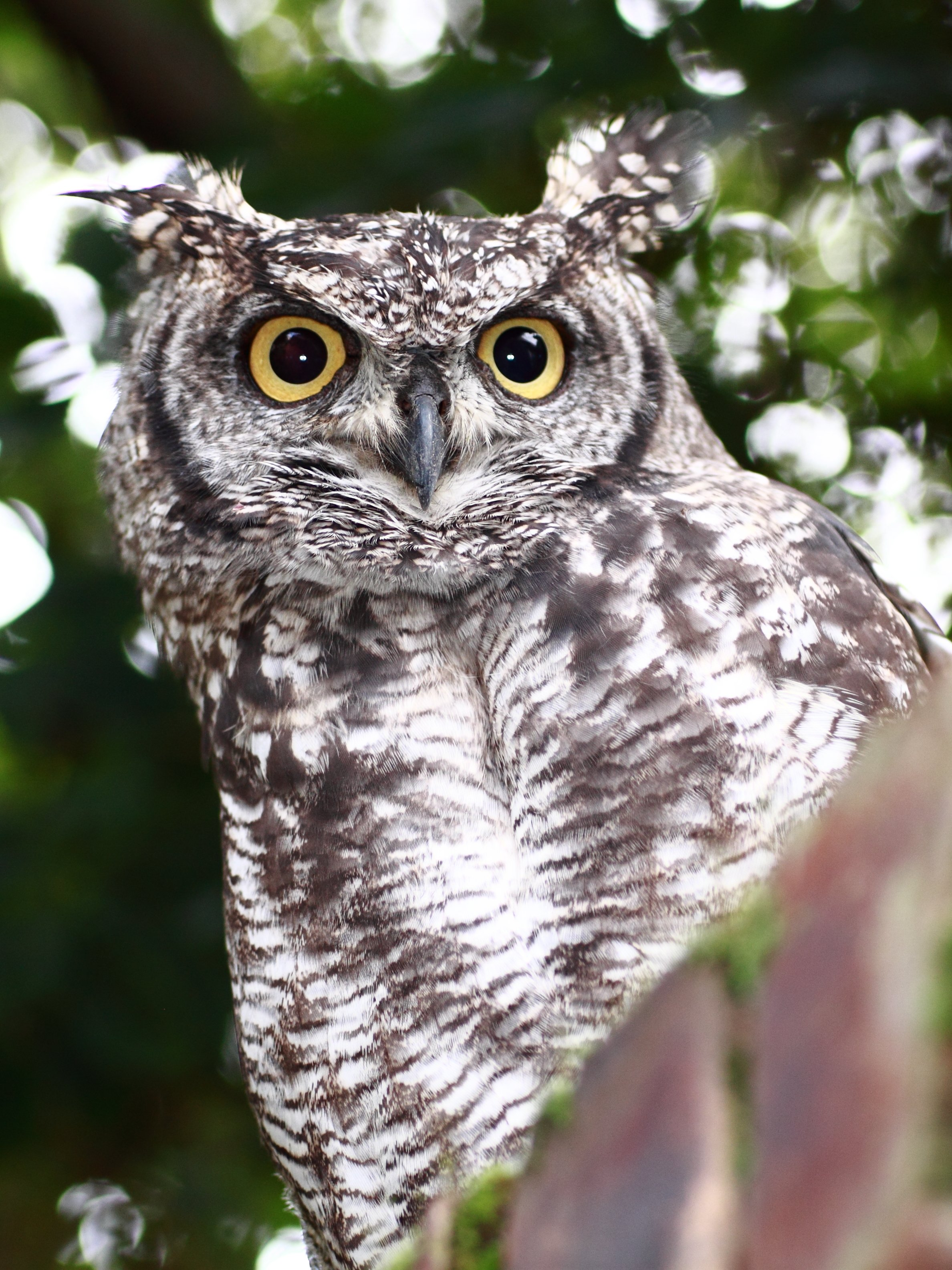
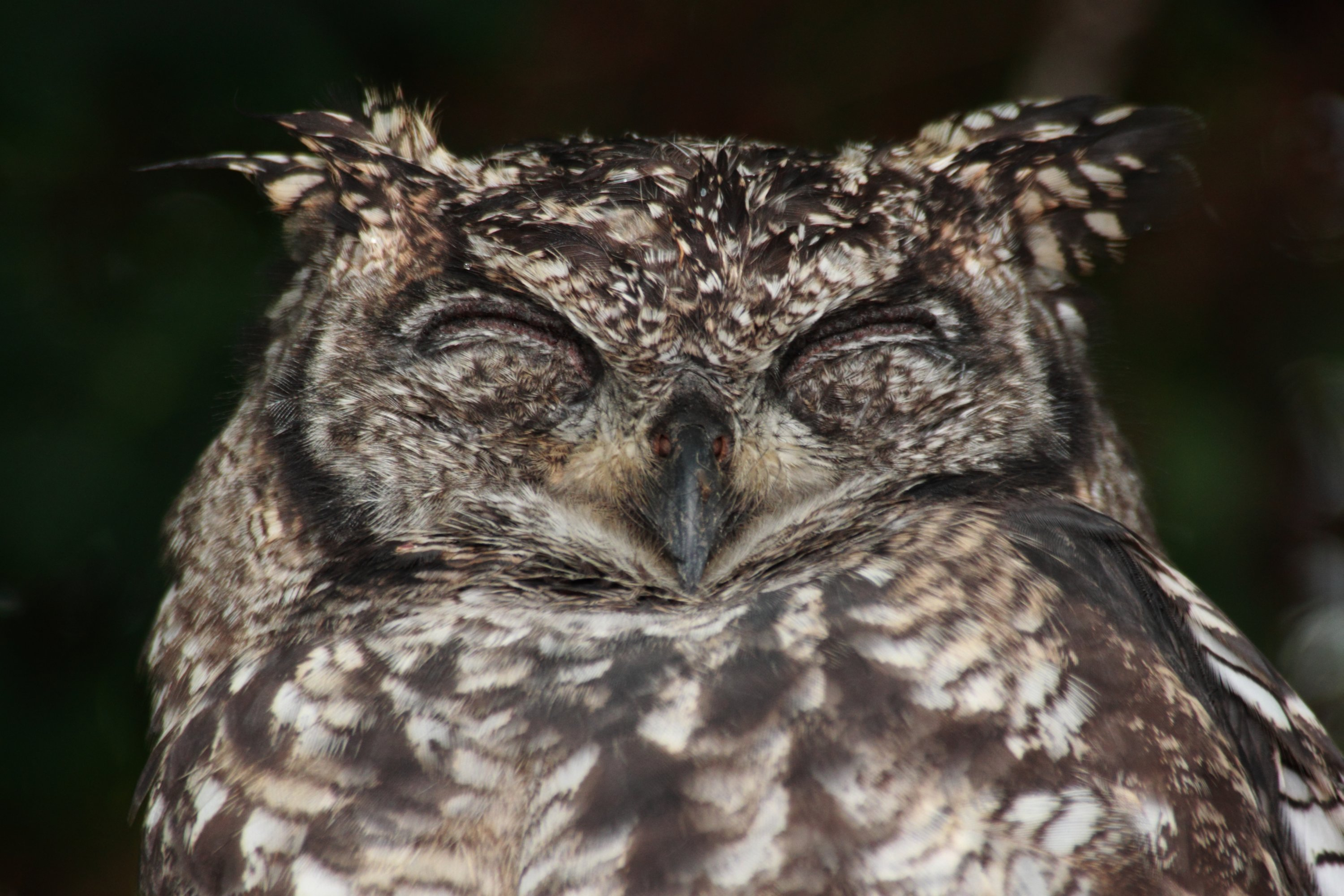
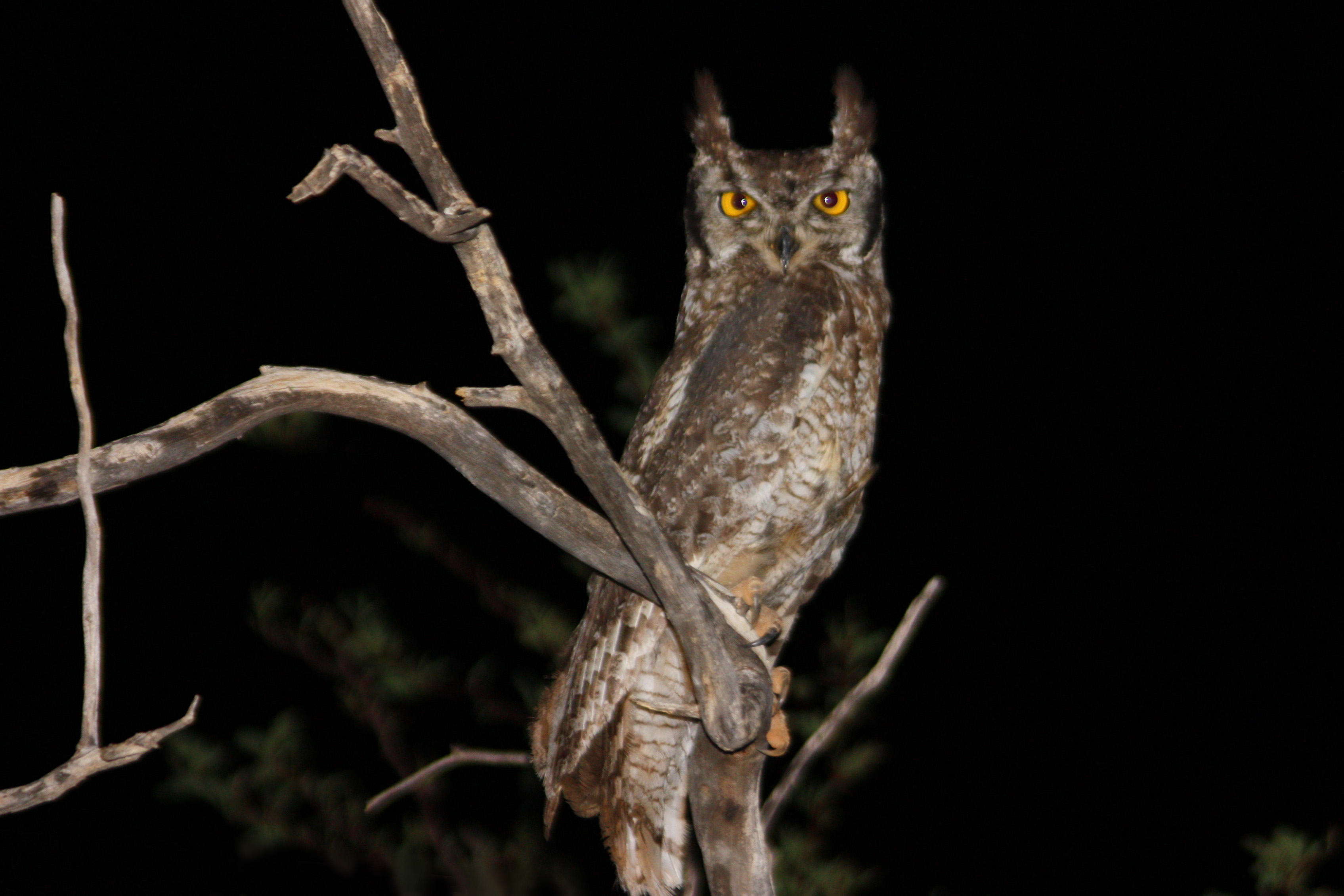
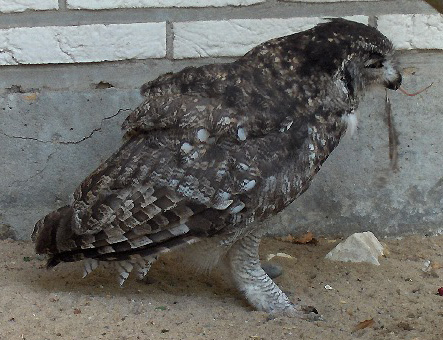